# China 361° Cycling Team/Saison 2014
Dieser Artikel listet Erfolge und Fahrer des Radsportteams China 361° Cycling Team in der Saison 2014 auf.

## Erfolge in der UCI Asia Tour
Bei den Rennen der UCI Asia Tour im Jahr 2014 gelangen dem Team nachstehende Erfolg.
| Datum    | Rennen                                            | Kat. | Fahrer          |
| -------- | ------------------------------------------------- | ---- | --------------- |
| 28. Juni | Usbekische Meisterschaft – Einzelzeitfahren (U23) | CN   | Denis Shaymanov |

## Zugänge – Abgänge
| Zugänge                     | Team 2013                    | Abgänge    | Team 2014                               |
| --------------------------- | ---------------------------- | ---------- | --------------------------------------- |
| Nikita Abramov (ab 1. Mai)  | Team Velo Reality            | Qi Ruidong | Gansu Sports Lottery Quick Cycling Team |
| Yusup Abrekov (ab 1. Mai)   | Team Velo Reality            |            |                                         |
| Vadim Shaehov (ab 1. Mai)   | Team Velo Reality            |            |                                         |
| Denis Shaymanov (ab 1. Mai) | Team Velo Reality            |            |                                         |
| Gleb Gorbachev (ab 1. Mai)  | Uzbekistan Suren Team (2012) |            |                                         |
| Dmitriy Lozovoy (ab 1. Mai) | Uzbekistan Suren Team (2012) |            |                                         |

## Mannschaft
| Name            | Geburtstag         | Nationalität        |
| --------------- | ------------------ | ------------------- |
| Nikita Abramov  | 2. Juni 1989       | Usbekistan          |
| Yusup Abrekov   | 18. September 1985 | Usbekistan          |
| Chen Yuanjun    | 28. März 1989      | Volksrepublik China |
| Fu Zhongchen    | 30. August 1992    | Volksrepublik China |
| Gleb Gorbachev  | 5. April 1991      | Usbekistan          |
| Li Xiaogang     | 6. Mai 1991        | Volksrepublik China |
| Lian Jinlong    | 13. Januar 1989    | Volksrepublik China |
| Liu Dingchang   | 26. April 1990     | Volksrepublik China |
| Liu Xinjun      | 20. Oktober 1989   | Volksrepublik China |
| Dmitriy Lozovoy | 25. Januar 1990    | Usbekistan          |
| Man Yi          | 12. September 1989 | Volksrepublik China |
| Qi Ping         | 12. Februar 1984   | Volksrepublik China |
| Vadim Shaehov   | 25. Mai 1986       | Usbekistan          |
| Denis Shaymanov | 2. Juni 1992       | Usbekistan          |
| Wu Xuanfu       | 8. Juni 1989       | Volksrepublik China |